# Bahnstrecke Mary–Herat
| Streckenlänge: | ca. 473 km               |                                                             |                                                             |
| Spurweite: | 1520 mm (Russische Spur) |                                                             |                                                             |
| |                          |                                                             |                                                             |
| \| \| \| Transkaspische Eisenbahn v. Туркменбашы / Türkmenbaşy \| \| \| \| \| Мары / Mary \| \| \| \| \| Transkaspische Eisenbahn n. Туркменабад / Türkmenabat \| \| \| \| \| Семеник (Мургап) / Semenik (Murgan) \| \| \| \| \| Ёлётен / Ýolöten \| \| \| \| \| Солтанбент / Soltandent \| \| \| \| \| Ымамбаба / Imambaba \| \| \| \| \| Сарыязы / Sarejase \| \| \| \| \| Дашкепри / Daschkepri \| \| \| \| \| Тагтабазар / Tagtabasar \| \| \| \| \| Калаймор / Kalajmor \| \| \| \| \| Серхетабад / Serhetabat \| \| \| \| \| Turkmenistan / Afghanistan \| \| \| \| \| Towraghondi \| \| \| \| \| zum Güterverkehrszentrum Towraghondi \| \| \| \| \| Sanubar \| \| \| \| \| ohne Bezeichnung \| \| \| \| \| ohne Bezeichnung \| \| \| \| \| Bahnstrecke Torbat-e Heidarije–Herat von Torbat-e Heidarije \| \| \| \| \| Robat Paryan \| \| \| \| \| Chahar Khana \| \| \| \| \| Flughafen Herat \| \| \| \| \| Herat \| \| \| \| \| nach Bamiyan \| (Projekt) \| \| \| \| \| \| \| Quellen: [1] \| \| \| \| |                          |                                                             |                                                             |
| Strecke |                          | Transkaspische Eisenbahn v. Туркменбашы / Türkmenbaşy       | Transkaspische Eisenbahn v. Туркменбашы / Türkmenbaşy       |
| Bahnhof |                          | Мары / Mary                                                 | Мары / Mary                                                 |
| Abzweig geradeaus und nach links |                          | Transkaspische Eisenbahn n. Туркменабад / Türkmenabat       | Transkaspische Eisenbahn n. Туркменабад / Türkmenabat       |
| Bahnhof |                          | Семеник (Мургап) / Semenik (Murgan)                         | Семеник (Мургап) / Semenik (Murgan)                         |
| Bahnhof |                          | Ёлётен / Ýolöten                                            | Ёлётен / Ýolöten                                            |
| Bahnhof |                          | Солтанбент / Soltandent                                     | Солтанбент / Soltandent                                     |
| Bahnhof |                          | Ымамбаба / Imambaba                                         | Ымамбаба / Imambaba                                         |
| Bahnhof |                          | Сарыязы / Sarejase                                          | Сарыязы / Sarejase                                          |
| Bahnhof |                          | Дашкепри / Daschkepri                                       | Дашкепри / Daschkepri                                       |
| Bahnhof |                          | Тагтабазар / Tagtabasar                                     | Тагтабазар / Tagtabasar                                     |
| Bahnhof |                          | Калаймор / Kalajmor                                         | Калаймор / Kalajmor                                         |
| Bahnhof |                          | Серхетабад / Serhetabat                                     | Серхетабад / Serhetabat                                     |
| Grenze |                          | Turkmenistan / Afghanistan                                  | Turkmenistan / Afghanistan                                  |
| Dienststation / Betriebs- oder Güterbahnhof |                          | Towraghondi                                                 | Towraghondi                                                 |
| Abzweig ehemals geradeaus und nach rechts |                          | zum Güterverkehrszentrum Towraghondi                        | zum Güterverkehrszentrum Towraghondi                        |
| Dienststation / Betriebs- oder Güterbahnhof (Strecke außer Betrieb) |                          | Sanubar                                                     | Sanubar                                                     |
| Dienststation / Betriebs- oder Güterbahnhof (Strecke außer Betrieb) |                          | ohne Bezeichnung                                            | ohne Bezeichnung                                            |
| Dienststation / Betriebs- oder Güterbahnhof (Strecke außer Betrieb) |                          | ohne Bezeichnung                                            | ohne Bezeichnung                                            |
| Abzweig ehemals geradeaus und von rechts |                          | Bahnstrecke Torbat-e Heidarije–Herat von Torbat-e Heidarije | Bahnstrecke Torbat-e Heidarije–Herat von Torbat-e Heidarije |
| Dienststation / Betriebs- oder Güterbahnhof |                          | Robat Paryan                                                | Robat Paryan                                                |
| Bahnhof (Strecke außer Betrieb) |                          | Chahar Khana                                                | Chahar Khana                                                |
| Bahnhof (Strecke außer Betrieb) |                          | Flughafen Herat                                             | Flughafen Herat                                             |
| Bahnhof (Strecke außer Betrieb) |                          | Herat                                                       | Herat                                                       |
| Strecke (außer Betrieb) |                          | nach Bamiyan                                                | (Projekt)                                                   |
| |                          |                                                             |                                                             |
| Quellen: |                          |                                                             |                                                             |

Die Bahnstrecke Mary–Herat ist eine grenzüberschreitende Bahnstrecke, die Turkmenistan mit Afghanistan verbindet und 2023 von Mary bis Towraghondi (Torghundi) in Betrieb steht.

## Geografie
Die Strecke zweigt in Mary, Turkmenistan, in südlicher Richtung von der Transkaspischen Eisenbahn ab. Der turkmenische Grenzbahnhof ist Serhetabat (früher: Guşgy / Kuschka). Der gegenüber liegende Grenzbahnhof auf afghanischer Seite ist Towraghondi (Torghundi, Turghundi, Towrgondi, persisch تورغونډۍ, DMG Tōrghūnḍəi), dem noch das gleichnamige Güterverkehrszentrum zum Umschlag auf die Straße folgt. Es stellt zurzeit (2023) die Betriebsspitze der Strecke dar.
Die geplante Verlängerung nach Herat soll bei Robat Paryan auf die Bahnstrecke Torbat-e Heidarije–Herat treffen und mit ihr die Trasse für den verbleibenden Abschnitt bis Herat teilen.

## Technische Parameter
Die Strecke ist in russischer Breitspur (1520 mm) ausgeführt, eingleisig und nicht elektrifiziert. Der turkmenische Abschnitt ist 315 km lang, der Abschnitt von der Grenze bis Robat Paryan soll 115 km lang werden, der Abschnitt Robat Paryan–Herat 43 km.
Zu technischen Einzelheiten fehlen Angaben, so etwa ob im Abschnitt Robat Paryan–Herat eine parallele Streckenführung oder ein Dreischienengleis mit der in Normalspur (1435 mm) gebauten Bahnstrecke Torbat-e Heidarije–Herat geplant ist, ob – und wenn ja, wo – eine Umspuranlage vorgesehen ist.

## Geschichte
Die Strecke entstand Anfang der 1980er-Jahre im Zuge des Sowjetisch-Afghanischen Kriegs bis Towraghondi. Nach Abzug der Sowjetunion aus Afghanistan verfiel die Anlage und wurde erst 2018 wieder betriebsfähig hergerichtet. Die Betriebsspitze ist derzeit (2024) weiterhin der Umschlagbahnhof Torghundi.
Zwischen Afghanistan und Turkmenistan wurde schon 2011 ein Staatsvertrag geschlossen, die Strecke nach Herat zu verlängern. Afghanistan hatte am 4. April 2016 ein kanadisches Consulting-Unternehmen damit beauftragt, Vorschläge zur technischen Durchführung des Projekts zu unterbreiten. Die instabile Sicherheitslage der folgenden Jahre verhinderte, das Projekt auszuführen.

## Betrieb
Die Strecke wird ausschließlich für Güterverkehr betrieben. Die Verantwortung für die Eisenbahninfrastruktur auf afghanischem Staatsgebiet liegt bei der Afghanistan Railway Authority. Befahren wird die Strecke mit Fahrzeugen der Turkmenischen Eisenbahn.
In der ersten Hälfte des Jahres 2023 wurden über diese Strecke 457.721 t Güter in 7148 Wagenladungen nach Afghanistan importiert, in der Gegenrichtung 13.173 t in 192 Wagenladungen befördert.